# Finale du Grand Prix ISU 2016-2017
Navigation
Édition précédente Édition suivante
La finale du Grand Prix ISU est la dernière épreuve qui conclut chaque année le Grand Prix international de patinage artistique organisé par l'International Skating Union. Elle accueille des patineurs amateurs de niveau senior dans quatre catégories: simple messieurs, simple dames, couple artistique et danse sur glace.
Pour la saison 2016/2017, la finale est organisée du 8 au 11 décembre 2016 au palais omnisports de Marseille en France. Il s'agit de la 22e finale depuis la création du Grand Prix ISU en 1995.

## Qualifications
Seuls les patineurs qui atteignent l'âge de 15 ans au 1er juillet 2016 peuvent participer aux épreuves du Grand Prix ISU 2016/2017. Les épreuves de qualifications sont successivement :
- le Skate America du 21 au 23 octobre 2016 à Chicago
- le Skate Canada du 28 au 30 octobre 2016 à Mississauga
- la Coupe de Russie du 4 au 6 novembre 201618 au 20 novembre 2016 à Moscou
- le Trophée de France du 11 au 13 novembre 2016 à Paris
- la Coupe de Chine du 18 au 20 novembre 2016 à Pékin
- le Trophée NHK du 25 au 27 novembre 2016 à Sapporo

Les patineurs participent à un ou deux grands-prix. Les six patineurs qui ont obtenu le plus de points sont qualifiés pour la finale et les trois patineurs suivants sont remplaçants.
|             | Messieurs        | Dames                  | Couples                                           | Danse sur glace                         |
| ----------- | ---------------- | ---------------------- | ------------------------------------------------- | --------------------------------------- |
| 1           | Javier Fernández | Ievguenia Medvedeva    | Meagan Duhamel / Eric Radford                     | Tessa Virtue / Scott Moir               |
| 2           | Patrick Chan     | Anna Pogorilaya        | Aljona Savchenko / Bruno Massot (Forfait)         | Maia Shibutani / Alex Shibutani         |
| 3           | Yuzuru Hanyu     | Elena Radionova        | Yu Xiaoyu / Zhang Hao                             | Gabriella Papadakis / Guillaume Cizeron |
| 4           | Shoma Uno        | Kaetlyn Osmond         | Peng Cheng / Jin Yang                             | Madison Chock / Evan Bates              |
| 5           | Nathan Chen      | Maria Sotskova         | Evgenia Tarasova / Vladimir Morozov               | Ekaterina Bobrova / Dmitri Soloviev     |
| 6           | Adam Rippon      | Satoko Miyahara        | Julianne Séguin / Charlie Bilodeau                | Madison Hubbell / Zachary Donohue       |
| Remplaçants |                  |                        |                                                   |                                         |
| 1er         | Jin Boyang       | Ashley Wagner          | Natalja Zabijako / Aleksandr Enbert (Remplaçants) | Kaitlyn Weaver / Andrew Poje            |
| 2e          | Sergey Voronov   | Elizaveta Tuktamysheva | Haven Denney / Brandon Frazier                    | Piper Gilles / Paul Poirier             |
| 3e          | Alexei Bychenko  | Mai Mihara             | Lubov Ilyushechkina / Dylan Moscovitch            | Anna Cappellini / Luca Lanotte          |

## Résultats

### Messieurs

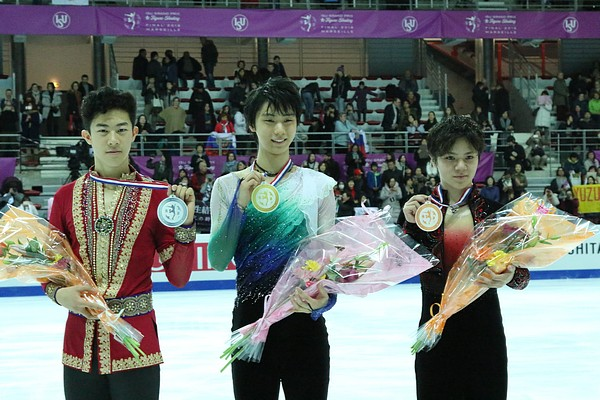
Podium des Messieurs

| Rang | Nom              | Pays       | Points | Programme court | Programme court | Programme libre | Programme libre |
| ---- | ---------------- | ---------- | ------ | --------------- | --------------- | --------------- | --------------- |
| 1    | Yuzuru Hanyu     | Japon      | 293.90 | 1               | 106.53          | 3               | 187.37          |
| 2    | Nathan Chen      | États-Unis | 282.85 | 5               | 85.30           | 1               | 197.55          |
| 3    | Shoma Uno        | Japon      | 282.51 | 4               | 86.82           | 2               | 195.69          |
| 4    | Javier Fernández | Espagne    | 268.77 | 3               | 91.76           | 4               | 177.01          |
| 5    | Patrick Chan     | Canada     | 266.75 | 2               | 99.76           | 5               | 166.99          |
| 6    | Adam Rippon      | États-Unis | 233.10 | 6               | 83.93           | 6               | 149.17          |

### Dames

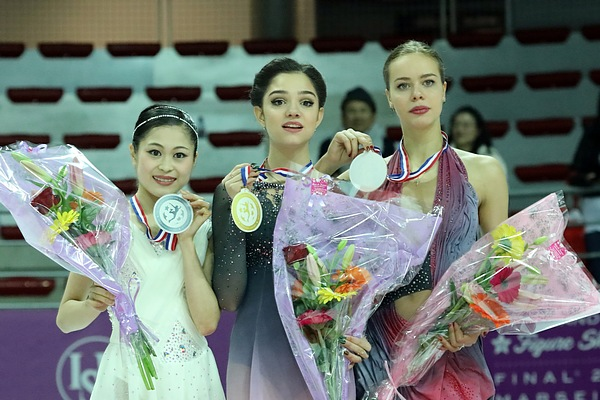
Podium des Dames

| Rang | Nom                 | Pays   | Points | Programme court | Programme court | Programme libre | Programme libre |
| ---- | ------------------- | ------ | ------ | --------------- | --------------- | --------------- | --------------- |
| 1    | Ievguenia Medvedeva | Russie | 227.66 | 1               | 79.21           | 1               | 148.45          |
| 2    | Satoko Miyahara     | Japon  | 218.33 | 3               | 74.64           | 2               | 143.69          |
| 3    | Anna Pogorilaya     | Russie | 216.47 | 4               | 73.29           | 3               | 143.18          |
| 4    | Kaetlyn Osmond      | Canada | 212.45 | 2               | 75.54           | 4               | 136.91          |
| 5    | Maria Sotskova      | Russie | 198.79 | 6               | 65.74           | 5               | 133.05          |
| 6    | Elena Radionova     | Russie | 188.81 | 5               | 68.98           | 6               | 119.83          |

### Couples

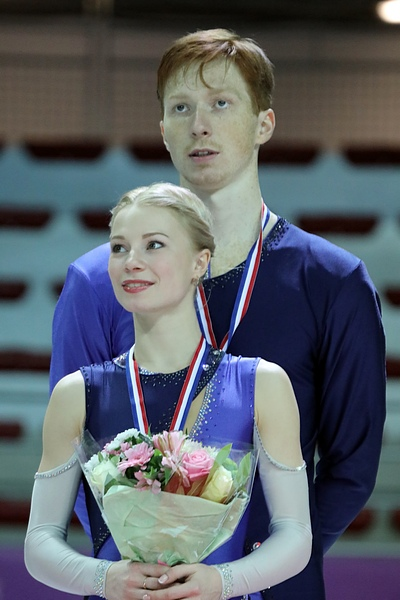
Les médaillés d'or Evgenia Tarasova et Vladimir Morozov

| Rang | Nom                                 | Pays   | Points | Programme court | Programme court | Programme libre | Programme libre |
| ---- | ----------------------------------- | ------ | ------ | --------------- | --------------- | --------------- | --------------- |
| 1    | Evgenia Tarasova / Vladimir Morozov | Russie | 213.85 | 1               | 78.60           | 1               | 135.25          |
| 2    | Yu Xiaoyu / Zhang Hao               | Chine  | 206.71 | 2               | 75.34           | 3               | 131.37          |
| 3    | Meagan Duhamel / Eric Radford       | Canada | 205.99 | 3               | 71.44           | 2               | 134.55          |
| 4    | Natalia Zabiiako / Aleksandr Enbert | Russie | 188.32 | 5               | 65.79           | 5               | 122.53          |
| 5    | Julianne Séguin / Charlie Bilodeau  | Canada | 186.85 | 6               | 60.86           | 4               | 125.99          |
| 6    | Peng Cheng / Jin Yang               | Chine  | 183.19 | 4               | 70.84           | 6               | 112.35          |

### Danse sur glace

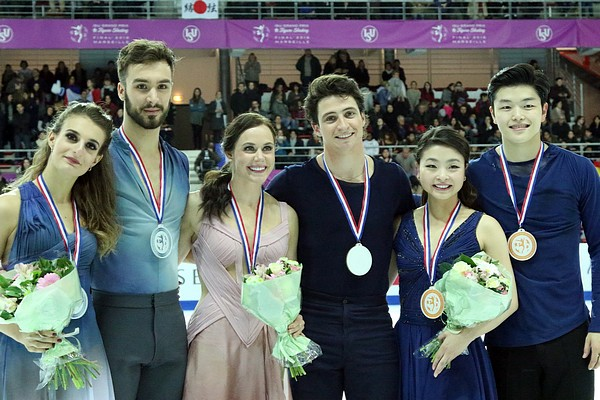
Podium de la danse sur glace

| Rang | Nom                                     | Pays       | Points | Danse courte | Danse courte | Danse libre | Danse libre |
| ---- | --------------------------------------- | ---------- | ------ | ------------ | ------------ | ----------- | ----------- |
| 1    | Tessa Virtue / Scott Moir               | Canada     | 197.22 | 1            | 80.50        | 1           | 116.72      |
| 2    | Gabriella Papadakis / Guillaume Cizeron | France     | 192.81 | 3            | 77.86        | 2           | 114.95      |
| 3    | Maia Shibutani / Alex Shibutani         | États-Unis | 189.60 | 2            | 77.97        | 3           | 111.63      |
| 4    | Ekaterina Bobrova / Dmitri Soloviev     | Russie     | 181.95 | 4            | 74.04        | 5           | 107.91      |
| 5    | Madison Hubbell / Zachary Donohue       | États-Unis | 179.59 | 5            | 72.47        | 6           | 107.12      |
| 6    | Madison Chock / Evan Bates              | États-Unis | 179.32 | 6            | 70.87        | 4           | 108.45      |

## Sources
- (en) Résultats de la finale 2016/2017 du Grand Prix ISU sur le site de l'ISU
- Patinage Magazine N°149 (Hiver 2016-2017)